# Corethrella harrisoni
Corethrella harrisoni är en tvåvingeart som beskrevs av Freeman 1962. Corethrella harrisoni ingår i släktet Corethrella och familjen Corethrellidae. Inga underarter finns listade i Catalogue of Life.